# Cúp bóng đá nữ Nam Mỹ 2022
Cúp bóng đá nữ Nam Mỹ 2022 (tiếng Anh: 2022 Copa América Femenina) (trước đây là Giải vô địch bóng đá nữ Nam Mỹ) sẽ là phiên bản thứ 9 của giải vô địch bóng đá nữ quốc tế chính ở Nam Mỹ, dành cho các đội tuyển quốc gia liên kết với CONMEBOL. Cuộc thi sẽ được tổ chức tại Colombia từ ngày 8 đến ngày 30 tháng 7 năm 2022.
Brasil là nhà đương kim vô địch. Sau phiên bản này, giải đấu sẽ được tổ chức hai năm một lần thay vì bốn năm.
Giải đấu đóng vai trò là vòng loại Nam Mỹ cho Giải vô địch bóng đá nữ thế giới 2023 tại Úc và New Zealand, cung cấp ba suất tham dự vòng loại trực tiếp và hai suất đá play-off cho Giải vô địch bóng đá nữ thế giới, và ba suất nữa cho Đại hội Thể thao Liên châu Mỹ 2023 ở Santiago (ngoài Chile, đội tự động đủ điều kiện đăng cai). Những người chiến thắng cũng sẽ thi đấu trong phiên bản đầu tiên của Vòng chung kết UEFA – CONMEBOL nữ với những người chiến thắng của UEFA nữ Euro 2022.

## Đội tham dự
- Colombia
- Chile
- Ecuador
- Paraguay
- Bolivia
- Brasil
- Perú
- Venezuela
- Argentina
- Uruguay

## Địa điểm
Các địa điểm được công bố vào ngày 16 tháng 12 năm 2021. Giải đấu sẽ được tổ chức tại ba thành phố: Cali, Bucaramanga và Armenia.
| BucaramangaCaliArmenia |                         |                            |                                       |
| BucaramangaCaliArmenia | Armenia                 | Bucaramanga                | Cali                                  |
| ---------------------- | ----------------------- | -------------------------- | ------------------------------------- |
| BucaramangaCaliArmenia | Sân vận động Centenario | Sân vận động Alfonso López | Sân vận động Olympic Pascual Guerrero |
| BucaramangaCaliArmenia | Sức chứa: 20.716        | Sức chứa: 28.000           | Sức chứa: 35.405                      |
| BucaramangaCaliArmenia |                         |                            |                                       |

## Hạt giống
Lễ bốc thăm được tổ chức vào ngày 7 tháng 4 năm 2022, 11:00 COT (UTC−5), tại Asuncion, Paraguay.
| Hạt giống trước                     | Nhóm 1            | Nhóm 2               | Nhóm 3            | Nhóm 4         |
| ----------------------------------- | ----------------- | -------------------- | ----------------- | -------------- |
| Colombia (Bảng A) · Brasil (Bảng B) | Chile · Argentina | Paraguay · Venezuela | Bolivia · Uruguay | Perú · Ecuador |

## Đội hình
Tay săn bàn hàng đầu người Brazil, Marta không thể thi đấu trong giải đấu – trước đó là nhà vô địch ba lần, cô ấy đã được thông báo vào tháng Ba để hồi phục chấn thương dây chằng đầu gối và phẫu thuật.

## Trọng tài
Vào ngày 8 tháng 6 năm 2022, CONMEBOL đã công bố danh sách các quan chức phụ trách trận đấu cho giải đấu.
Trọng tài
- Laura Fortunato
- Adriana Farfán
- Edina Alves Batista
- María Carvajal
- María Victoria Daza
- Susana Corella
- Zulma Quiñónez
- Elizabeth Tintaya
- Sandra Braz
- Anahí Fernández
- Yercinia Correa

Trợ lý trọng tài
- Mariana de Almeida
- Daiana Milone
- Liliana Bejarano
- Inés Choque
- Neuza Back
- Leila Moreira
- Cindy Nahuelcoy
- Loreto Toloza
- Nataly Arteaga
- Eliana Ortiz
- Mónica Amboya
- Viviana Segura
- Laura Miranda
- Nadia Weiler
- Gabriela Moreno
- Vera Yupanqui
- Andreia Catarina Ferreira de Souza
- Rita Cabañero Mompó
- Luciana Mascaraña
- Adela Sánchez
- Laura Cárdenas
- Thaity Dugarte

## Vòng bảng
Hai đội đứng đầu mỗi bảng tiến vào bán kết, còn hai đội đứng thứ ba sẽ tiến vào trận tranh vị trí thứ năm.
Tất cả các trận đấu đều là theo địa phương, COT (UTC−5).

### Bảng A
| VT | Đội          | ST | T | H | B | BT | BB | HS  | Đ  | Giành quyền tham dự           |
| -- | ------------ | -- | - | - | - | -- | -- | --- | -- | ----------------------------- |
| 1  | Colombia (H) | 4  | 4 | 0 | 0 | 13 | 3  | +10 | 12 | Giành quyền vào bán kết       |
| 2  | Paraguay     | 4  | 3 | 0 | 1 | 9  | 7  | +2  | 9  | Giành quyền vào bán kết       |
| 3  | Chile        | 4  | 2 | 0 | 2 | 9  | 8  | +1  | 6  | Đi tiếp vào trận tranh hạng 5 |
| 4  | Ecuador      | 4  | 1 | 0 | 3 | 9  | 7  | +2  | 3  |                               |
| 5  | Bolivia      | 4  | 0 | 0 | 4 | 1  | 16 | −15 | 0  |                               |

| Bolivia            | 1–6                                 | Ecuador                                                                         |
| ------------------ | ----------------------------------- | ------------------------------------------------------------------------------- |
| É. Salvatierra 59' | Chi tiết (FIFA) Chi tiết (CONMEBOL) | Bolaños 19', 90+4' · Pesántez 37' · Aguirre 41' · Lattanzio 70' · Espinales 76' |

| Colombia                                     | 4–2                                 | Paraguay                    |
| -------------------------------------------- | ----------------------------------- | --------------------------- |
| Montoya 22', 59' · Ramírez 33' · Vanegas 82' | Chi tiết (FIFA) Chi tiết (CONMEBOL) | J. Martínez 27' · Gauto 90' |

| Paraguay                                      | 3–2                                 | Chile                   |
| --------------------------------------------- | ----------------------------------- | ----------------------- |
| Fernández 3' · J. Martínez 12' · Sandoval 56' | Chi tiết (FIFA) Chi tiết (CONMEBOL) | Pardo 34' · Acuña 90+2' |

| Bolivia | 0–3                                 | Colombia                                       |
| ------- | ----------------------------------- | ---------------------------------------------- |
|         | Chi tiết (FIFA) Chi tiết (CONMEBOL) | Santos 21' · Morales 70' (l.n.) · D. Arias 78' |

| Paraguay                        | 2–0                                 | Bolivia |
| ------------------------------- | ----------------------------------- | ------- |
| R. Martínez 10' · Fernández 71' | Chi tiết (FIFA) Chi tiết (CONMEBOL) |         |

| Chile                | 2–1                                 | Ecuador     |
| -------------------- | ----------------------------------- | ----------- |
| Sáez 40' · Acuña 76' | Chi tiết (FIFA) Chi tiết (CONMEBOL) | Aguirre 78' |

| Chile                                                                    | 5–0                                 | Bolivia |
| ------------------------------------------------------------------------ | ----------------------------------- | ------- |
| Lara 7', 45+1' · É. Salvatierra 14' (l.n.) · Y. López 17' · Valencia 76' | Chi tiết (FIFA) Chi tiết (CONMEBOL) |         |

| Ecuador      | 1–2                                 | Colombia                  |
| ------------ | ----------------------------------- | ------------------------- |
| Charcopa 34' | Chi tiết (FIFA) Chi tiết (CONMEBOL) | Ramírez 30' · Caicedo 45' |

| Colombia                                           | 4–0                                 | Chile |
| -------------------------------------------------- | ----------------------------------- | ----- |
| Usme 4' · D. Arias 11' · Vanegas 37' · Salazar 41' | Chi tiết (FIFA) Chi tiết (CONMEBOL) |       |

| Ecuador    | 1–2                                 | Paraguay                         |
| ---------- | ----------------------------------- | -------------------------------- |
| Real 45+1' | Chi tiết (FIFA) Chi tiết (CONMEBOL) | J. Martínez 30' · Chamorro 90+1' |

### Bảng B
| VT | Đội       | ST | T | H | B | BT | BB | HS  | Đ  | Giành quyền tham dự           |
| -- | --------- | -- | - | - | - | -- | -- | --- | -- | ----------------------------- |
| 1  | Brasil    | 4  | 4 | 0 | 0 | 17 | 0  | +17 | 12 | Giành quyền vào bán kết       |
| 2  | Argentina | 4  | 3 | 0 | 1 | 10 | 4  | +6  | 9  | Giành quyền vào bán kết       |
| 3  | Venezuela | 4  | 2 | 0 | 2 | 3  | 5  | −2  | 6  | Đi tiếp vào trận tranh hạng 5 |
| 4  | Uruguay   | 4  | 1 | 0 | 3 | 6  | 9  | −3  | 3  |                               |
| 5  | Perú      | 4  | 0 | 0 | 4 | 0  | 18 | −18 | 0  |                               |

| Uruguay | 0–1                                 | Venezuela       |
| ------- | ----------------------------------- | --------------- |
|         | Chi tiết (FIFA) Chi tiết (CONMEBOL) | Castellanos 78' |

| Brasil                                                     | 4–0                                 | Argentina |
| ---------------------------------------------------------- | ----------------------------------- | --------- |
| Adriana 28', 58' · Bia Zaneratto 36' (ph.đ.) · Debinha 87' | Chi tiết (FIFA) Chi tiết (CONMEBOL) |           |

| Uruguay | 0–3                                 | Brasil                           |
| ------- | ----------------------------------- | -------------------------------- |
|         | Chi tiết (FIFA) Chi tiết (CONMEBOL) | Adriana 32', 48' · Debinha 45+2' |

| Argentina                                                  | 4–0                                 | Perú |
| ---------------------------------------------------------- | ----------------------------------- | ---- |
| Rodríguez 18' · Bonsegundo 52' · Stábile 62' · Lonigro 84' | Chi tiết (FIFA) Chi tiết (CONMEBOL) |      |

| Argentina                                            | 5–0                                 | Uruguay |
| ---------------------------------------------------- | ----------------------------------- | ------- |
| Banini 43' · Rodríguez 51', 64', 69' · Stábile 90+5' | Chi tiết (FIFA) Chi tiết (CONMEBOL) |         |

| Perú | 0–2                                 | Venezuela                    |
| ---- | ----------------------------------- | ---------------------------- |
|      | Chi tiết (FIFA) Chi tiết (CONMEBOL) | Castellanos 39' · Altuve 64' |

| Venezuela | 0–4                                 | Brasil                                                  |
| --------- | ----------------------------------- | ------------------------------------------------------- |
|           | Chi tiết (FIFA) Chi tiết (CONMEBOL) | - Bia Zaneratto 22' - Ary Borges 51' - Debinha 58', 65' |

| Perú | 0–6                                 | Uruguay                                                             |
| ---- | ----------------------------------- | ------------------------------------------------------------------- |
|      | Chi tiết (FIFA) Chi tiết (CONMEBOL) | Pa. González 51', 76' · Aquino 58' · Pizarro 61', 89' · Velazco 66' |

| Brasil                                                                                                  | 6–0                                 | Perú |
| --- | ----------------------------------- | ---- |
| Duda 1' · Duda Sampaio 17' · Geyse 41' · Duda Santos 44' (ph.đ.) · Fe Palermo 48' · Adriana 50' (ph.đ.) | Chi tiết (FIFA) Chi tiết (CONMEBOL) |      |

| Venezuela | 0–1                                 | Argentina        |
| --------- | ----------------------------------- | ---------------- |
|           | Chi tiết (FIFA) Chi tiết (CONMEBOL) | - Bonsegundo 63' |

## Vòng đấu loại trực tiếp

### Sơ đồ
|  | Bán kết                  | Bán kết |                          |   | Chung kết | Chung kết |
|  |                          |         |                          |   |           |           |
|  | 25 tháng 7 – Bucaramanga |         |                          |   |           |           |
|  |                          |         |                          |   |           |           |
|  | Colombia                 | 1       |                          |   |           |           |
|  | Colombia                 | 1       | 30 tháng 7 – Bucaramanga |   |           |           |
|  | Argentina                | 0       |                          |   |           |           |
|  | Argentina                | 0       | Colombia                 | 0 |           |           |
|  | 26 tháng 7 – Bucaramanga |         | Colombia                 | 0 |           |           |
|  |                          | Brasil  | 1                        |   |           |           |
|  | Brasil                   | Brasil  | 1                        | 2 |           |           |
|  | Brasil                   |         |                          | 2 |           |           |
|  | Paraguay                 | 0       |                          |   |           |           |
|  | Paraguay                 | 0       |                          |   |           |           |

|  | Tranh hạng 5         |       |
|  |                      |       |
|  | 24 tháng 7 – Armenia |       |
|  |                      |       |
|  | Chile (p)            | 1 (4) |
|  | Chile (p)            | 1 (4) |
|  | Venezuela            | 1 (2) |
|  | Venezuela            | 1 (2) |

|  | Tranh hạng 3         |   |
|  |                      |   |
|  | 29 tháng 7 – Armenia |   |
|  |                      |   |
|  | Argentina            | 3 |
|  | Argentina            | 3 |
|  | Paraguay             | 1 |
|  | Paraguay             | 1 |

### Tranh hạng 5
Đội thắng sẽ tiến vào vòng play-off liên lục địa.
| Chile                                          | 1–1                                 | Venezuela                              |
| ---------------------------------------------- | ----------------------------------- | -------------------------------------- |
| - Zamora 65'                                   | Chi tiết (FIFA) Chi tiết (CONMEBOL) | - Castellanos 90+2'                    |
| Loạt sút luân lưu                              |                                     |                                        |
| - Lara - Araya - Zamora - Balmaceda - Guerrero | 4–2                                 | - Castellanos - Moreno - Altuve - Viso |

### Bán kết
Đội thắng ở bán kết sẽ tiến vào giải vô địch bóng đá nữ thế giới 2023 và giải bóng đá tại Thế vận hội Mùa hè 2024 ở Pháp.
| Colombia    | 1–0                                 | Argentina |
| ----------- | ----------------------------------- | --------- |
| Caicedo 63' | Chi tiết (FIFA) Chi tiết (CONMEBOL) |           |

| Brasil                             | 2–0                                 | Paraguay |
| ---------------------------------- | ----------------------------------- | -------- |
| Ary Borges 16' · Bia Zaneratto 28' | Chi tiết (FIFA) Chi tiết (CONMEBOL) |          |

### Tranh hạng ba
Đội thắng sẽ tiến vào giải vô địch bóng đá nữ thế giới 2023 và đội thua sẽ tiến vào vòng play-off liên lục địa.
| Argentina                             | 3–1                                 | Paraguay         |
| ------------------------------------- | ----------------------------------- | ---------------- |
| Rodríguez 78', 90+1' · Bonsegundo 90' | Chi tiết (FIFA) Chi tiết (CONMEBOL) | Núñez 39' (l.n.) |

### Chung kết
| Colombia | 0–1                                 | Brasil              |
| -------- | ----------------------------------- | ------------------- |
|          | Chi tiết (FIFA) Chi tiết (CONMEBOL) | Debinha 39' (ph.đ.) |

## Thống kê

### Cầu thủ ghi bàn
Đã có 87 bàn thắng ghi được trong 25 trận đấu, trung bình 3.48 bàn thắng mỗi trận đấu.
6 bàn thắng
- Yamila Rodríguez

5 bàn thắng
- Adriana
- Debinha

3 bàn thắng
- Florencia Bonsegundo
- Bia Zaneratto
- Jessica Martínez
- Deyna Castellanos

2 bàn thắng
- Eliana Stábile
- Ary Borges
- Yenny Acuña
- Francisca Lara
- Daniela Arias
- Linda Caicedo
- Daniela Montoya
- Mayra Ramírez
- Manuela Vanegas
- Marthina Aguirre
- Nayely Bolaños
- Rebeca Fernández
- Pamela González
- Esperanza Pizarro

1 bàn thắng
- Estefanía Banini
- Érica Lonigro
- Érika Salvatierra
- Duda
- Duda Sampaio
- Duda Santos
- Fe Palermo
- Geyse
- Yessenia López
- Daniela Pardo
- Camila Sáez
- Mary Valencia
- Daniela Zamora
- Liana Salazar
- Leicy Santos
- Catalina Usme
- Nicole Charcopa
- Joselyn Espinales
- Giannina Lattanzio
- Danna Pesántez
- Kerlly Real
- Lice Chamorro
- Fany Gauto
- Ramona Martínez
- Fabiola Sandoval
- Belén Aquino
- Ximena Velazco
- Oriana Altuve

1 bàn phản lưới nhà
- Romina Núñez (trong trận gặp Paraguay)
- Ericka Morales (trong trận gặp Colombia)
- Érika Salvatierra (trong trận gặp Chile)

### Bảng xếp hạng
| VT | Đội          | ST | T | H | B | BT | BB | HS  | Đ  | Kết quả chung cuộc  |
| -- | ------------ | -- | - | - | - | -- | -- | --- | -- | ------------------- |
| 1  | Brasil       | 6  | 6 | 0 | 0 | 20 | 0  | +20 | 18 | Vô địch             |
| 2  | Colombia (H) | 6  | 5 | 0 | 1 | 14 | 4  | +10 | 15 | Á quân              |
| 3  | Argentina    | 6  | 4 | 0 | 2 | 13 | 6  | +7  | 12 | Hạng ba             |
| 4  | Paraguay     | 6  | 3 | 0 | 3 | 10 | 12 | −2  | 9  | Hạng tư             |
|    |              |    |   |   |   |    |    |     |    |                     |
| 5  | Chile        | 5  | 2 | 1 | 2 | 10 | 9  | +1  | 7  | Hạng năm            |
| 6  | Venezuela    | 5  | 2 | 1 | 2 | 4  | 6  | −2  | 7  | Hạng sáu            |
|    |              |    |   |   |   |    |    |     |    |                     |
| 7  | Ecuador      | 4  | 1 | 0 | 3 | 9  | 7  | +2  | 3  | Bị loại ở vòng bảng |
| 8  | Uruguay      | 4  | 1 | 0 | 3 | 6  | 9  | −3  | 3  | Bị loại ở vòng bảng |
| 9  | Bolivia      | 4  | 0 | 0 | 4 | 1  | 16 | −15 | 0  | Bị loại ở vòng bảng |
| 10 | Perú         | 4  | 0 | 0 | 4 | 0  | 18 | −18 | 0  | Bị loại ở vòng bảng |

### Giải thưởng
| Vô địch Cúp bóng đá nữ Nam Mỹ 2022 |
| ---------------------------------- |
| · Brasil · Lần thứ 8               |

| Giải thưởng              | Người chiến thắng              |
| ------------------------ | ------------------------------ |
| Quả bóng vàng            | Linda Caicedo                  |
| Vua phá lưới             | Yamila Rodríguez (6 bàn thắng) |
| Găng tay vàng            | Lorena                         |
| Đội đoạt giải phong cách | Chile                          |

## Chung kết UEFA–CONMEBOL nữ
Vào ngày 2 tháng 6 năm 2022, một ngày sau khi tổ chức trận chung kết 2022, CONMEBOL và UEFA đã công bố một loạt sự kiện mới giữa các đội từ hai liên minh. Điều này bao gồm trận đấu giữa đội vô địch Cúp bóng đá nữ Nam Mỹ và đội vô địch Giải vô địch bóng đá nữ châu Âu. Phiên bản đầu tiên sẽ diễn ra ở châu Âu giữa những người chiến thắng Cúp bóng đá nữ Nam Mỹ 2022 và Giải vô địch bóng đá nữ châu Âu 2022, với ngày và địa điểm vẫn chưa được công bố.

## Những đội đủ điều kiện tham dự

### Giải vô địch bóng đá nữ thế giới 2023
3 đội bóng của Nam Mỹ giành quyền đến Giải vô địch bóng đá nữ thế giới 2023, 2 đội còn lại đi tiếp vào vòng play-off liên lục địa.
| Đội bóng  | Ngày vượt qua vòng loại | Thành tích tại các Giải vô địch bóng đá nữ thế giới lần trước từng tham dự1 |
| --------- | ----------------------- | --------------------------------------------------------------------------- |
| Colombia  | 25 tháng 7 năm 2022     | 2 (2011, 2015)                                                              |
| Brasil    | 26 tháng 7 năm 2022     | 8 (1991, 1995, 1999, 2003, 2007, 2011, 2015, 2019)                          |
| Argentina | 29 tháng 7 năm 2022     | 3 (2003, 2007, 2019)                                                        |

1 Các năm được in đậm là các năm mà đội đó lên ngôi vô địch. Chữ nghiêng là đội chủ nhà trong năm.

### Thế vận hội Mùa hè 2024
Đội sau của CONMEBOL đã đủ điều kiện tham dự giải bóng đá nữ Thế vận hội Mùa hè 2024, trong khi một đội sẽ tiến tới vòng play-off liên lục địa.
| Đội bóng | Ngày vượt qua vòng loại | Thành tích tại các Thế vận hội Mùa hè lần trước từng tham dự2 |
| -------- | ----------------------- | ------------------------------------------------------------- |
| Colombia | 25 tháng 7 năm 2022     | 2 (2012, 2016)                                                |
| Brasil   | 26 tháng 7 năm 2022     | 7 (1996, 2000, 2004, 2008, 2012, 2016, 2020)                  |

2 Các năm được in đậm là các năm mà đội đó lên ngôi vô địch. Chữ nghiêng là đội chủ nhà trong năm.

## Bản quyền phát sóng

### CONMEBOL và CONCACAF
- Brasil: SBT và SporTV
- Colombia: Señal Colombia
- Honduras: Televicentro
- Hoa Kỳ: Univision